# انگمی لکه‌دار
اَنگُمی لکه‌دار (نام علمی: Corymbia maculata) نام یک گونه از سرده خون‌درخت‌ها است.
انگم واژه فارسی صمغ و رزین است.